# Aborto en Colima
La Interrupción Legal del Embarazo en Colima refiere al status legal que tiene la llamada ILE en ese estado mexicano, donde el aborto inducido está totalmente despenalizado y legalizado desde diciembre de 2021, a petición de cualquier mujer o persona gestante en la entidad hasta la duodécima semana; además de las causales de violación, imprudencial, peligro de muerte, daño a la salud, alteración al producto y fecundación asistida indebida. Igualmente, el procedimiento puede realizarse después del límite legal si durante los primeros 3 meses de embarazo el gestante con intención de abortar no pudo hacerlo porque una autoridad se lo negó y/o porque el personal de salud omitió informarle sobre ese derecho.
Colima es la séptima entidad federativa en México en despenalizar y legalizar el aborto, y la tercera en armonizar sus leyes desde las jurisprudencias de 2021 y 2023 de la Suprema Corte de Justicia de la Nación (acciones de inconstitucionalidad AI 148/2017, AI 106/2018, AI 107/2018 y AI 54/2018; amparo en revisión AR 267/2023).

## Marco Normativo actual
|  |  |
|  |  |

### Regulación constitucional
| Artículo | Concepto | Descripción |
| -------- | --- | --- |
| 2.º      | Título Primero. Capítulo I. De los Derechos Humanos y sus Garantías. Sección I. De los Derechos Humanos. Párrafo I | Toda persona tiene derecho a la vida. El Estado protegerá y garantizará este derecho en condiciones de dignidad. |

### Regulación penal
| Artículo | Concepto                         | Descripción |
| -------- | -------------------------------- | --- |
| 77.º     | Delitos culposos                 | Aborto consentido después de la semana 12 de gestación (gestante y colaborador). |
| 138.º    | Definición de aborto.            | Después de la semana 12 de gestación. |
| 139.º    | Sanciones por aborto consentido. | Gestante: 1 a 3 meses de medidas integrales de salud y psicológicas, en libertad y con respeto a los derechos humanos. Colaborador: 15 días a 2 meses de prisión o de 50 a 100 días de trabajo a favor de la comunidad, y multa de hasta 800 a 1200 UMA. Solo cuando es consumado y después del límite legal (sanciones inválidas por sentencia AI 148/2017 de la SCJN).                     |
| 140.º    | Definición de aborto forzado.    | Interrupción del embarazo sin consentimiento de la mujer o la persona gestante. |
| 140.º    | Sanciones por aborto forzado.    | 3 a 10 años de prisión y multa de 800 a 1200 UMA (si se emplea violencia física o moral aumenta de 6 a 15 años de prisión y multa de 800 a 1200 UMA). Sancionado en grado de tentativa. |
| 141.º    | Causales del aborto legal        | No punibilidad (concepto inválido por sentencia AI 148/2017 de la SCJN) en: I imprudencial, II violación y fecundación asistida indebida, III peligro de muerte y daño a la salud, IV alteración al producto, V obstaculización por parte de una autoridad, VI omisión por parte del personal de salud.                                                                                      |
| 141.º    | Causales del aborto legal        | En la fracción II no es necesaria denuncia previa ante el Ministerio Público. Así mismo, la fracción III sólo se necesita el juicio de una o un profesional de la medicina, mientras que en la IV se requieren dos. Igualmente, en las fracciones V y VI el incumplimiento por parte de la autoridad o el personal de salud debió haberse realizado en las primeras 12 semanas de gestación. |
| 142.º    | Sanciones por aborto específico. | Suspensión profesional de 3 a 6 años además de las sanciones de cárcel correspondientes (personal de medicina, enfermería o matronería). Suspensión definitiva cuando se realiza de manera habitual. Sólo por aborto forzado. |

### Regulación de salud
| Artículo       | Concepto                                                                                                | Descripción |
| -------------- | --- | --- |
| 3.º            | Título primero. Disposiciones generales. Capítulo único. Párrafo IV. Fracción C.                        | La educación para la salud incluye la capacitación y orientación de la población sobre la interrupción del embarazo. |
| 3.º            | Título primero. Disposiciones generales. Capítulo único. Párrafo XVIII.                                 | La Interrupción Legal del Embarazo es un procedimiento médico seguro que se realiza a solicitud de la persona gestante hasta la décima segunda semana de embarazo. Forma parte de los derechos reproductivos de la ciudadanía. |
| 3.º            | Título primero. Disposiciones generales. Capítulo único. Párrafo XIX.                                   | La Interrupción Voluntaria del Embarazo es un procedimiento médico seguro que se realiza a solicitud de la persona gestante víctima de una agresión sexual. No es necesaria la denuncia ni la aprobación de las autoridades competentes y tampoco existe límite para acceder al servicio, como lo señala la NOM-046-SSA2-2005.                        |
| 29.º           | Título Segundo. Sistema Estatal de Salud. Capítulo I. Disposiciones Generales.                          | En las instituciones públicas de salud, la interrupción del embarazo se procederá en condiciones de calidad, de manera digna y gratuita, con perspectiva de género y según las causales y supuestos del Código Penal. |
| 29.º           | Título Segundo. Sistema Estatal de Salud. Capítulo I. Disposiciones Generales.                          | El personal de los servicios de salud debe brindar a la o al paciente, en todo momento, información objetiva, oportuna, suficiente y veraz sobre las consecuencias, efectos, procedimientos y riesgos; así como de las alternativas y apoyos existentes, para que la o el gestante pueda tomar una decisión de manera informada, libre y responsable. |
| 30.º           | Título Segundo. Sistema Estatal de Salud. Capítulo I. Disposiciones Generales.                          | El personal médico tiene derecho a no realizar estos procedimientos si sus convicciones personales o creencias religiosas no se los permiten. Sin embargo, están obligados a referir de inmediato y por escrito a la o el paciente con otra u otro profesional no objetor.                                                                            |
| 30.º           | Título Segundo. Sistema Estatal de Salud. Capítulo I. Disposiciones Generales.                          | No puede invocarse la objeción de consciencia cuando el procedimiento debe realizarse con urgencia (para salvaguardar la salud o la vida del gestante) |
| 30.º           | Título Segundo. Sistema Estatal de Salud. Capítulo I. Disposiciones Generales.                          | Todas las instituciones públicas de salud deben contar, de manera permanente, con personal no objetor para prestar, de manera oportuna, el servicio. |
| 31.º           | Título Segundo. Sistema Estatal de Salud. Capítulo I. Disposiciones Generales.                          | Se promoverá y aplicará, de manera intensiva y permanente, políticas y programas integrales tendientes a la capacitación y educación para prevenir y reducir las interrupciones de embarazos no planeados y no deseados. Se respetarán siempre los derechos reproductivos, la identidad de género y la diversidad sexual de la ciudadanía.            |
| 34.º           | Título Segundo. Sistema Estatal de Salud. Capítulo II. Atención materno-infantil.                       | Todas las mujeres y personas gestantes tienen el derecho de ser informadas sobre la interrupción legal del embarazo y las opciones disponibles legales a esta. |
| 37.º           | Título Segundo. Sistema Estatal de Salud. Capítulo II. Atención materno-infantil.                       | El personal médico de los servicios de salud tanto públicos como privados deben anunciar a sus pacientes en estado de gestación que tienen derecho a la interrupción del embarazo si así lo desean. |
| 62.º quinquies | Título Segundo. Sistema Estatal de Salud. Capítulo IX. Interrupción Legal del Embarazo.                 | Cualquier mujer o persona gestante puede interrumpir su embarazo de manera voluntaria hasta la semana 12 de gestación. |
| 62.º quinquies | Título Segundo. Sistema Estatal de Salud. Capítulo IX. Interrupción Legal del Embarazo.                 | En las instituciones públicas de salud, se procederá en condiciones de calidad y dignidad, de manera confidencial, expedita, gratuita, segura y según las causales y supuestos del Código Penal y la NOM-046-SSA2-2005. |
| 62.º quinquies | Título Segundo. Sistema Estatal de Salud. Capítulo IX. Interrupción Legal del Embarazo.                 | Se otorgarán servicios de consejería médica, psicológica y social con información oportuna y veraz para que las y los solicitantes conozcan sus derechos y opciones. |
| 62.º quinquies | Título Segundo. Sistema Estatal de Salud. Capítulo IX. Interrupción Legal del Embarazo.                 | Las instituciones públicas atenderán a las y los pacientes sin condicionamiento alguno y de manera universal, sin importar si las y los gestantes cuentan con algún otro seguro de salud público o privado. |
| 62.º quinquies | Título Segundo. Sistema Estatal de Salud. Capítulo IX. Interrupción Legal del Embarazo.                 | Se ofrecerán, posterior al procedimiento, servicios de planificación familiar y de salud reproductiva y sexual; si las mujeres y las personas gestantes así lo desean. |
| 62.º sexies    | Título Segundo. Sistema Estatal de Salud. Capítulo IX. Interrupción Legal del Embarazo.                 | Los servicios comprenden: |
| 62.º sexies    | Título Segundo. Sistema Estatal de Salud. Capítulo IX. Interrupción Legal del Embarazo.                 | I. La inducción del aborto de conformidad con las guías y los protocolos de buenas prácticas emitidos por las autoridades sanitarias internacionales y federales. Se debe priorizar las intervenciones menos invasivas, pero efectivas, según el momento en el que se encuentre el embarazo.                                                          |
| 62.º sexies    | Título Segundo. Sistema Estatal de Salud. Capítulo IX. Interrupción Legal del Embarazo.                 | II. Consejería médica, psicológica y social, durante todo el tiempo que la usuaria o el usuario lo considere necesario, con información clara, oportuna, precisa y veraz; basada en la mejor evidencia científica disponible, sin importar si el aborto fue inducido o espontáneo.                                                                    |
| 62.º sexies    | Título Segundo. Sistema Estatal de Salud. Capítulo IX. Interrupción Legal del Embarazo.                 | III. Atención médica de urgencias para atender cualquier complicación o efecto secundario por aborto espontáneo o inducido. |
| 62.º septies   | Título Segundo. Sistema Estatal de Salud. Capítulo IX. Interrupción Legal del Embarazo.                 | Los profesionales de la salud deberán, en todo momento y de manera absoluta, abstenerse de influenciar a la mujer embarazada o persona gestante para que cambie o revierta su decisión. Tampoco deben cuestionar sus motivos. Igualmente, deberán respetar el derecho de las y los pacientes a cambiar su decisión.                                   |
| 62.º octies    | Título Segundo. Sistema Estatal de Salud. Capítulo IX. Interrupción Legal del Embarazo.                 | Se deberá efectuar en un término no mayor a cinco días, contados a partir de la presentación de la solicitud y una vez satisfechos los requisitos. |
| 62.º octies    | Título Segundo. Sistema Estatal de Salud. Capítulo IX. Interrupción Legal del Embarazo.                 | Se considera una urgencia cuando: |
| 62.º octies    | Título Segundo. Sistema Estatal de Salud. Capítulo IX. Interrupción Legal del Embarazo.                 | I. La demora es peligrosa para preservar la vida o la salud de la mujer embarazada o persona gestante. |
| 62.º octies    | Título Segundo. Sistema Estatal de Salud. Capítulo IX. Interrupción Legal del Embarazo.                 | II. El embarazo es resultado de violencia sexual. |
| 62.º octies    | Título Segundo. Sistema Estatal de Salud. Capítulo IX. Interrupción Legal del Embarazo.                 | III. Esté próximo a vencer el plazo legal. |
| 113.º Bis      | Título Tercero. Salubridad Local. Capítulo X. Reclusorios y Centros de Readaptación Social. Párrafo II. | Deben facilitar, bajo consentimiento informado, el acceso oportuno a anticoncepción de emergencia e interrupción del embarazo. |

## Historia

### Enmienda constitucional
En marzo de 2009, la LV legislatura del Congreso del Estado de Colima aprobó una reforma al párrafo primero del artículo 2.º de la Constitución Política del Estado Libre y Soberano de Colima para dotar de personalidad jurídica plena a los productos de la gestación desde el momento de la concepción. Esta entidad fue la tercera en el país en admitir este tipo de preceptos surgidos de la ola antiderechos que se desató en varios congresos locales para repudiar la despenalización y legalización del aborto consentido que se dio en el entonces Distrito Federal en 2007.
No obstante, en agosto de 2021, durante la LIX legislatura del Congreso del Estado de Colima, se ingresó para consideración un dictamen para reformar aquel artículo. El sufragio fue nominal por lo que se hizo registrando la identidad de las y los legisladores en las actas de sesión de ese día. Fue aprobado el 29 de septiembre del mismo año por el Pleno con 18 legisladores. Posteriormente, fue ratificada por la mayoría de los 10 municipios de la entidad por lo que los cambios fueron finalmente publicados con el decreto número 09 en el Periódico Oficial, sin ninguna objeción por parte de la gobernadora Indira Vizcaíno Silva, el día 24 de noviembre para entrar en vigor un día después.
Cabe recordar que el 9 de septiembre de 2021, 10 de los 11 ministros del Pleno de la SCJN ya habían declarado inconstitucional ese tipo de blindajes por medio de las acciones de inconstitucionalidad AI 106/2018 y AI 107/2018. De esta manera, aunque se analizó particularmente la Constitución Política del Estado de Sinaloa, se estableció un precedente general que debería cumplirse en todas las entidades federativas que cuenten con ese tipo de disposiciones.
| Fecha de ingreso:                     | 30 de agosto de 2021                                                                   |
| Promotores/as:                        | Diputadas y diputados del Movimiento de Regeneración Nacional y el Partido del Trabajo |
| Comisiones revisoras:                 | Estudios Legislativos y Puntos Constitucionales                                        |
| Fecha de votación en el pleno:        | 29 de septiembre de 2021                                                               |
| Resultado de la votación en el pleno: | 18 a favor. 0 en contra. 0 abstenciones.                                               |

| Partido                              | A favor       | En contra     | Abstención    |
| ------------------------------------ | ------------- | ------------- | ------------- |
| Independiente                        | 3             | -             | -             |
| Movimiento Ciudadano                 | 1             | -             | -             |
| Movimiento de Regeneración Nacional  | 10            | -             | -             |
| Partido Acción Nacional              | No asistieron | No asistieron | No asistieron |
| Partido Nueva Alianza                | 1             | -             | -             |
| Partido Revolucionario Institucional | No asistieron | No asistieron | No asistieron |
| Partido del Trabajo                  | 3             | -             | -             |
| Partido Verde Ecologista de México   | No asistieron | No asistieron | No asistieron |
| Total                                | 18            | 0             | 0             |

La reforma, para que fuera constitucional, consistía en quitar el término "desde la fecundación" ya que la SCJN determinó a través de las acciones de inconstitucionalidad AI 106/2018 y AI 107/2018 que no se puede dotar de personalidad jurídica plena a los embriones y fetos. Aunque sí cuentan con ciertas protecciones, estas son mínimas al inicio del embarazo y van aumentando conforme al desarrollo de este. Es decir, las garantías que pudieran tener esos productos de la concepción nunca podrán desconocer o estar por encima de los derechos y libertades de las personas nacidas; las prerrogativas de los primeros nunca deben impedir que los segundos puedan ejercer las suyas. De hecho, la vida en gestación se defiende a través de la vida y bienestar de las mujeres y las personas gestantes a través de la continuidad en sus embarazos siempre que estos sean deseados: asegurando atención prenatal, proveyendo partos saludables y abatiendo la mortalidad materna (entre otros). Únicamente la Constitución Política de los Estados Unidos Mexicanos, a través del Congreso de la Unión, está autorizada a definir de manera explícita cuando inicia la vida humana y cuando alguien se considera persona con plena titularidad de los derechos humanos, sin embargo esto nunca ha sucedido.
Además, si bien en algunos tratados internacionales que México ha firmado y ratificado se habla de un "derecho a la vida" (Convención Americana sobre Derechos Humanos, Pacto Internacional de Derechos Civiles y Políticos), existen diversas acotaciones tanto del Estado mexicano (Declaración interpretativa de 1981) como de instituciones internacionales de defensa de los derechos humanos (Comisión Interamericana de Derechos Humanos con la Resolución No. 23/81 al caso 2141-"Baby Boy" y el Comité de Derechos Humanos de Naciones Unidas con la Observación General No. 6) que señalan que estos documentos no deben entenderse de manera coercitiva con prohibiciones al aborto legal y electivo que pongan en riesgo la salud y la vida de las mujeres y personas gestantes. Es más, la protección de este derecho exige que los países adopten medidas positivas sobre la interrupción del embarazo. Cada país puede establecer en su legislación que la vida iniciaría desde el momento de la concepción, pero no es una obligación hacerlo y mucho menos se puede usar esto como pretexto para vulnerar los derechos sexuales y reproductivos de la ciudadanía.
| Artículo     | Antes de la reforma | Despues de la reforma                                                                                            |
| ------------ | --- | --- |
| Constitución | | |
| 2.º          | Toda persona tiene derecho a la vida. El Estado protegerá y garantizará este derecho desde el momento de la concepción. | Toda persona tiene derecho a la vida. El Estado protegerá y garantizará este derecho en condiciones de dignidad. |

### Despenalización y legalización
En noviembre de 2021, durante la LX legislatura del Congreso local, se ingresó para consideración el dictamen 10 para despenalizar y legalizar el aborto electivo hasta el primer trimestre de embarazo a través de una reforma al Código Penal para el Estado de Colima y la Ley de Salud del Estado de Colima. El sufragio fue nominal por lo que se hizo registrando la identidad de las y los legisladores en las actas de sesión de ese día. Fue aprobado el 1 de diciembre del mismo año por el Pleno con 14 legisladores. Los cambios fueron finalmente publicados con el decreto número 27 en el Periódico Oficial, sin ninguna objeción por parte de la gobernadora Indira Vizcaíno Silva, el día 11 de diciembre para entrar en vigor un día después.
| Fecha de ingreso:                     | 25 de noviembre de 2021                                                                                         |
| Promotores/as:                        | Diputadas y diputados del Movimiento de Regeneración Nacional                                                   |
| Comisiones revisoras:                 | Estudios Legislativos y Puntos Constitucionales Bienestar, Inclusión Social y Equidad de Género Salud y Deporte |
| Fecha de votación en el pleno:        | 1 de diciembre de 2021                                                                                          |
| Resultado de la votación en el pleno: | 14 a favor. 5 en contra. 4 abstenciones.                                                                        |

| Partido                              | A favor | En contra | Abstención |
| ------------------------------------ | ------- | --------- | ---------- |
| Movimiento Ciudadano                 | 2       | -         | -          |
| Movimiento de Regeneración Nacional  | 8       | -         | -          |
| Partido Acción Nacional              | -       | 2         | -          |
| Partido Nueva Alianza                | 1       | -         | -          |
| Partido Encuentro Solidario          | -       | -         | 1          |
| Partido Revolucionario Institucional | 1       | 2         | 3          |
| Partido del Trabajo                  | 1       | -         | -          |
| Partido Verde Ecologista de México   | 1       | 1         | -          |
| Total                                | 14      | 5         | 4          |

| Artículo       | Antes de la reforma | Despues de la reforma |
| -------------- | --- | --- |
| Código Penal   | | |
| 138.º          | Definición de aborto: muerte del producto de la concepción en cualquier momento del embarazo. | Después de la decimosegunda semana de gestación. |
| 139.º          | Sanciones por aborto consentido, colaborador/a: 3 a 5 años de prisión y multa de 400 a 700 UMA. | Gestante: 1 a 3 meses de medidas integrales. Colaborador: 15 días a 2 meses de prisión, 50 a 100 días de trabajo comunitario y multa de 800 a 1200 UMA. Solo cuando es consumado y después del límite legal. |
| 139.º          | Sanciones por aborto forzado: 5 a 8 años de prisión y multa de 700 a 1200 UMA (si se emplea violencia física o moral aumenta de 8 a 10 años de prisión y multa de 800 a 1200 UMA).                                         | Gestante: 1 a 3 meses de medidas integrales. Colaborador: 15 días a 2 meses de prisión, 50 a 100 días de trabajo comunitario y multa de 800 a 1200 UMA. Solo cuando es consumado y después del límite legal. |
| 140.º          | Sanciones por aborto consentido, gestante: 2 a 4 años de prisión y multa de 50 a 60 UMA. | Definición de aborto forzado. En grado de tentativa. |
| 140.º          | Sanciones por aborto consentido, gestante: 2 a 4 años de prisión y multa de 50 a 60 UMA. | Sanciones por aborto forzado: 3 a 10 años de prisión y multa de 800 a 1200 UMA (si se emplea violencia física o moral aumenta de 6 a 15 años de prisión y multa de 800 a 1200 UMA). |
| 141.º          | No punibilidad en: I imprudencial, II violación y fecundación asistida indebida, III peligro de muerte y daño a la salud (dos profesionales de la medicina), IV alteración al producto (dos profesionales de la medicina). | No punibilidad en: I imprudencial, II violación y fecundación asistida indebida, III peligro de muerte y daño a la salud (un/una profesional de la medicina), IV alteración al producto (dos profesionales de la medicina), V obstaculización por parte de una autoridad, VI omisión por parte del personal de salud. |
| 142.º          | Suspensión profesional del personal de medicina, enfermería o matronería: 3 a 7 años (privación en caso de habitualidad). En caso de aborto consentido o forzado.                                                          | 3 a 7 años (privación en caso de habitualidad). Sólo en caso de aborto forzado. |
| Ley de Salud   | | |
| 3.º            | No existían los conceptos. | Se modifica el párrafo I para incluir las personas gestantes como parte de los grupos vulnerabilizados. |
| 3.º            | No existían los conceptos. | Se modifica el apartado c del párrafo VI para incluir educación, capacitación y orientación sobre la interrupción del embarazo. |
| 3.º            | No existían los conceptos. | Se añade el párrafo XVIII para definir la Interrupción Legal del Embarazo. |
| 3.º            | No existían los conceptos. | Se añade el párrafo XIX para definir la Interrupción Voluntaria del Embarazo. |
| 29.º           | Se autorizan los servicios de interrupción del embarazo (gratuitos y en condiciones de calidad) en todas las instituciones públicas de salud.                                                                              | Se siguen autorizando los servicios, en los mismos términos que antes de la reforma, con hincapié en la salud sexual y reproductiva y el derecho a decidir de manera libre, responsable e informada. |
| 29.º           | Temporalidad: cinco días a partir de la autorización del Ministerio Público y una vez satisfechos los requisitos legales.                                                                                                  | Se hace hincapié en la dignidad de las y los usuarias/os y la perspectiva de género. |
| 29.º           | Servicios de consejería médica, psicológica y social con información veraz, objetiva, suficiente y oportuna sobre opciones y consecuencias.                                                                                | Se sigue considerando la consejería en los mismos términos que antes de la reforma. |
| 30.º           | Definición de objeción de consciencia. | Se añaden límites a la objeción de consciencia: |
| 30.º           | Todas las instituciones públicas de salud deben contar, de manera permanente, con personal no objetor. | Referir a la o el paciente de inmediato y por escrito con personal no objetor. |
| 30.º           | Todas las instituciones públicas de salud deben contar, de manera permanente, con personal no objetor. | No se puede invocar cuando hay riesgo/daño para la salud. |
| 30.º           | Todas las instituciones públicas de salud deben contar, de manera permanente, con personal no objetor. | Las instituciones públicas de salud siguen estando obligadas a contar con personal no objetor en las mismos términos que antes de la reforma. |
| 31.º           | Se hace hincapié en la salud sexual y reproductiva y el derecho a decidir de manera libre, responsable e informada. | Se incluye la interrupciones del embarazo en las políticas y programas antes mencionados. |
| 31.º           | Políticas y programas de educación, capacitación y orientación sobre maternidad y paternidad responsables para reducir el número de embarazos no deseados.                                                                 | Se incluye la interrupciones del embarazo en las políticas y programas antes mencionados. |
| 31.º           | Servicios gratuitos de consejería médica y social sobre métodos anticonceptivos e interrupciones del embarazo. | Sólo se mencionan los métodos anticonceptivos en los servcios anteriores. |
| 33.º           | Derecho a la maternidad y protección de todas las mujeres. | Se incluyen las personas gestantes, además de las mujeres, en la redacción del artículo. |
| 34.º           | Prerrogativas de la atención materno-infantil. | Se modifica el apartado a del párrafo II para incluir la interrupción del embarazo como prerrogativa. |
| 35.º           | Protecciones en el ambiente laboral a la salud y bienestar de las mujeres embarazadas. | Se incluyen las personas gestantes, además de las mujeres, en la redacción del artículo. |
| 36.º           | Atención confidencial y especializada tanto médica como quirúrgica para las mujeres embarazadas con diagnóstico del síndrome de inmunodeficiencia adquirida.                                                               | Se incluyen las personas gestantes, además de las mujeres, en la redacción del artículo. |
| 37.º           | Personal médico de servicios públicos o privados deben informar a sus pacientes con embarazo sobre los derechos, prerrogativas y protecciones de los artículos anteriores.                                                 | El personal médico antes mencionado también debe informar sobre el derecho a interrumpir su embarazo si así se desea. |
| 40.º           | Se permite la participación de los sectores sociales y privados para fortalecer la atención materno-infantil de las mujeres embarazadas.                                                                                   | Se incluyen las personas gestantes, además de las mujeres, en la redacción del artículo. |
| 41.º           | Vigilancia de las autoridades sanitarias, educativas y laborales en las actividades ocupacionales para evitar poner en peligro la salud física y mental de menores y mujeres embarzadas.                                   | Se incluyen las personas gestantes, además de las mujeres, en la redacción del artículo. |
| 62.º Sexies    | No existía el capítulo. | Autorización al aborto electivo hasta la semana 12 de embarazo. |
| 62.º Sexies    | No existía el capítulo. | Procedimientos de interrupción del embarazo gratuitos, confidenciales, seguros, en condiciones de calidad, expeditos y dignos. |
| 62.º Sexies    | No existía el capítulo. | Consejería médica, psicológica y social con información veraz y oportuna sobre opciones y derechos. |
| 62.º Sexies    | No existía el capítulo. | Universalidad, sin importar la derechohabiencia de las y los usuarias/os. |
| 62.º Sexies    | No existía el capítulo. | Servicios de salud sexual, reproductiva, psicológica y de planificación familiar después de haber realizado el procedimiento. |
| 62.º Quinquies | No existía el capítulo. | Interrupción del embarazo comprende: |
| 62.º Quinquies | No existía el capítulo. | I Conformidad con guías y protocolos federales e internacionales. Priorizar intervenciones menos invasivas. |
| 62.º Quinquies | No existía el capítulo. | II Consejería médica, psicológica y social con información clara, precisa, veraz y oportuna con la mejor evidencia científica durante el tiempo necesario. |
| 62.º Quinquies | No existía el capítulo. | III y VI Atención de urgencias a cualquier efecto secundario o complicación (aborto inducido o espontáneo). |
| 62.º Sexies    | No existía el capítulo. | Profesionales de la salud no deben tratar de cambiar o cuestionar la decisión de las y los pacientes. |
| 62.º Octies    | No existía el capítulo. | Se añade al párrafo I la interrupción del embarazo a los programas educativos de los servicios de planificación familiar. |
| 62.º Octies    | No existía el capítulo. | Temporalidad: cinco días a partir de la solicitud inicial y una vez satisfechos los requisitos. |
| 62.º Octies    | No existía el capítulo. | El procedimiento se considera una urgencia cuando: |
| 62.º Octies    | No existía el capítulo. | I Peligro a la vida o la salud. |
| 62.º Octies    | No existía el capítulo. | II Embarazo por violación. |
| 62.º Octies    | No existía el capítulo. | III Plazo legal inminente a vencer. |
| 113.º bis      | No existía el artículo. | Reclusorios deben facilitar anticoncepción de emergencia e interrupción del embarazo. |

## Debate

### A favor
Durante las elecciones intermedias de 2021, Indira Vizcaíno Silva fue de las pocas candidatas en el país que se mostró abiertamente favorable a la despenalización y legalización del aborto electivo.

### En contra
A diferencia de otras entidades en el país, hasta ahora, los grupos conservadores y religiosos en el estado no han respondido de manera tan agresiva, virulenta o estridente. El día 3 de diciembre de 2021, el vicario general de la diócesis de Colima afirmó que respetarán la ley sin condenar a las personas que desean abortar así como a los trabajadores de la salud que participen en esos procedimientos. Es por eso que buscarían otros mecanismos para evitar que las personas aborten, como el "apostar por los valores cristianos". De igual manera, algunos líderes de otras denominaciones cristianas (protestantes y reformadas) se han expresado así. Posteriormente, algunas horas antes de la Nochebuena del 2021, algunos sacerdotes vestidos con sotánas así como feligreces católicos de la Iglesia de La Candelaria, en el municipio de Tecomán, realizaron una manifestación en silencio contra la "incongruencia del Gobierno estatal de Morena" por, según ellos, “legitimar el aborto violando el quinto mandamiento: no matarás".

## Datos

### Estadísticas
Hasta la fecha y al igual que las otras entidades, a excepción de la CDMX, tanto la secretaría de salud como los servicios de salud del estado (SSEC) aún no pública, de manera accesible y constante, información sobre el número de procedimientos (totales, por año o por unidad de atención), sobre las usuarias o los usuarios (procedencia, edad, nivel educativo, estado civil, ocupación, número de hijos o semanas de gestación) o sobre el tipo de procedimiento.
Únicamente, por datos obtenidos mediante solicitudes de transparencia elaboradas por el Grupo de Información en Reproducción Elegida, se sabe que hasta enero de 2023 sólo se han realizado 281 procedimientos.

### Unidades, procedimientos y requisitos
Hasta la fecha y al igual que las otras entidades, a excepción de la CDMX, tanto la secretaría de salud como los servicios de salud del estado (SSEC) aún no ha facilitado la información sobre procedimientos, requisitos o unidades de atención.
Según el Directorio de Servicios de Aborto Seguro, programa federal a cargo del Centro Nacional de Equidad de Género y Salud Reproductiva (CNEGSR), así como el programa de Aborto Seguro de los SSEC y la asociación civil Ipas México, existen 4 unidades (hospitales o clínicas) pertenecientes al sistema de salud local para atender los casos, los cuales son:
- Hospital Regional Universitario, en la colonia El Porvenir II de la ciudad de Colima.
- Hospital Materno Infantil, ubicado en la colonia Mina de Peña de la ciudad de Villa de Álvarez.
- Hospital General de Manzanillo, ubicado en la colonia Nuevo Salahua de la ciudad de Manzanillo.
- Hospital General de Tecomán, ubicado en la colonia Benito Juárez de la ciudad de Tecomán.

Y 1 unidad (hospital o clínica) del ISSSTE, el cual es:
- Clinica Hospital "Dr. Miguel Trejo Ochoa", ubicado en la colonia Lomas de Circunvalación de la ciudad de Colima.

Todas operan de lunes a viernes. Los horarios suelen variar, pero en general van desde las 7:00 a. m. hasta las 20:00 p. m., excepto el Hospital General de Manzanillo, que otorga atención las 24 horas del día y que además cuenta con personal no objetor al 100%.
También se han instalado otras clínicas privadas en las principales ciudades de la entidad.
Como indica la guía federal del Lineamiento Técnico para la atención del Aborto Seguro en México (siguiendo los estándares de la Organización Mundial de la Salud), en la actualidad, el legrado uterino instrumental se considera obsoleto, nocivo y está totalmente desaconsejado. En su lugar, los protocolos federales sugieren dos abordajes para interrumpir embarazos de manera segura y de calidad, siempre y cuando se realicen bajo las condiciones médicas correctas y en un contexto de legalidad:
- Aborto farmacológico, con el uso de mifepristona y misoprostol por diferentes vías (vestibular, vaginal o sublingual) ya sea combinado (ambas sustancias) o de manera individual (misoprostol únicamente). Ambos medicamentos provocan dilatación del cérvix y contracciones uterinas que contribuyen a la expulsión de su contenido. La dosis y vía de administración del tratamiento depende de las semanas de gestación o del antecedente de cirugías uterinas previas. Se considera no invasivo por lo que no necesita de un antibiótico profiláctico (previo a la intervención). En el régimen combinado (comparado con el individual) el tiempo para la resolución del aborto es menor (en horas o días) y suele haber menos molestias posteriores. Su éxito terapéutico podría disminuir conforme aumenta la edad gestacional. Antes de la semana 10, el procedimiento puede realizarse total o parcialmente autogestionado y con una asesoría o vigilancia mínima (ya sea por prestador/a de servicios de salud o por colectiva de acompañamiento). En cambio, entre la semana 10 y 12 se requiere mayor seguimiento y vigilancia por el personal especializado. Está contraindicado en presencia de inestabilidad hemodinámica y sepsis.
- Aborto quirúrgico, a través de la succión del producto con la ayuda de instrumentación médica de operación manual o eléctrica (como cánulas, tubos o bombas). Sí precisa de antibiótico profiláctico (previo a la intervención), así como de bloqueo paracervical y analgésicos. Las molestias posteriores serían mínimas y la resolución del aborto es inmediata. También es conocido como aspiración endouterina y es la primera elección cuando hay presencia de inestabilidad hemodinámica y sepsis.

Al tratarse de procedimientos médicos, se tiene la posibilidad de presentar pequeñas molestias que pueden controlarse satisfactoriamente si se toman las medidas preventivas y se sigue fielmente las recomendaciones del personal especializado. Estas pueden ser dolor cólico y sangrado transvaginal, ligeramente mayor a lo experimentado en una menstruación. La intensidad de lo anterior disminuirá de manera progresiva, aunque podría continuar en menor cantidad y de manera esporádica durante las primeras 4 a 6 semanas. También se puede experimentar algo de fiebre en las primeras 24 horas, la cual cederá con la ingesta de antipiréticos. Así mismo, para evitar el riesgo de infección, se deberán tomar medidas de higiene vaginal y no se recomienda tener relaciones sexuales en un periodo aproximado de dos semanas.
Igualmente, existe una pequeña posibilidad, y bastante infrecuente, de experimentar algunos riesgos. De esta manera, la o el paciente deberá buscar atención médica inmediata ante los siguientes datos de alarma: ausencia de sangrado o cantidad mínima de este (sobre todo entre las primeras 4 a 6 horas posteriores ya que puede indicar fallo en el procedimiento o un embarazo ectópico), un sangrado persistente y progresivo (que empape más de dos toallas higiénicas por hora durante dos horas consecutivas), secreción fétida, debilidad, mareo, reacciones alérgicas a algún medicamento (como exantemas o edemas faciales o bucales), así como fiebre o malestar general después de las primeras 24 horas.
En el primer trimestre, los procedimientos siempre deberían ser ambulatorios, por lo que pueden realizarse en cualquier unidad de primer nivel (centros de salud o clínicas familiares). En el segundo trimestre se requeriría de atención intrahospitalaria, por lo que pueden realizarse en cualquier unidad de segundo nivel (hospitales generales o regionales).
Así mismo, el Lineamiento Técnico para la atención del Aborto Seguro en México hace hincapié en dos leyes federales fundamentales: la NOM-046-SSA2-2005 y la Ley General de Víctimas (LGV). Estas dos últimas normatividades señalan que para acceder a la Interrupción Voluntaria del Embarazo (en caso de violación) no se necesita presentar denuncia previa ante el Ministerio Público o contar con la autorización de éste. Debido al principio de buena fe, el único requisito es una solicitud por escrito bajo protesta de decir la verdad, en la que se manifiesta que dicho embarazo es producto de una violación. El personal de los servicios de salud no está obligado a verificar el dicho de las y los solicitantes. Las personas menores de 12 años requieren autorización de madre, padre, tutor o representante legal. En cambio, las y los menores de edad, pero mayores de 12 años ya no necesitan de aquel permiso (pueden tomar la decisión de manera autónoma). Finalmente, ni la LGV ni la NOM-046-SSA2-2005 establecen límites gestacionales para hacer valer el derecho al aborto cuando existe una agresión sexual. La misma SCJN ha emitido sentencias que validan todo lo anterior (amparos en revisión AR-601/2017, AR-1170/2017, AR-438/2020 y AR-438/2020; controversias constitucionales CC 53/2016 y CC 45/2016).
En caso de Interrupción Legal del Embarazo (para cualquier otra causal o supuesto), las y los testigos y acompañantes son opcionales.
Finalmente y posterior a la consejería, las y los pacientes tendrían que llenar y firmar formatos sobre el consentimiento informado pues representa el principal instrumento jurídico y ético para que la persona sea dueña efectiva de sus decisiones, como corresponde a su dignidad y autonomía. A través de este documento, las personas usuarias del servicio otorgarán o no su autorización para cada uno de los procedimientos (como la modalidad de abordaje o el método anticonceptivo posterior), las posibles alternativas o los probables riesgos. Así mismo, las y los pacientes tienen el derecho y facultad de poder revocarlo si así lo quieren. En caso de personas con discapacidad transitoria o permanente, el consentimiento informado debería ser suscrito por el familiar más cercano o el tutor / representante legal. En casos extremos, cuando no exista acompañante y la persona usuaria cuenta con una discapacidad, el personal médico (previa valoración y con el acuerdo de por lo menos dos profesionales) podrían otorgar el consentimiento informado.